# Pecado (mini-série)
Pour les articles homonymes, voir Pecado (homonymie).
 (décembre 2021).
La mise en forme du texte ne suit pas les recommandations de Wikipédia : il faut le « wikifier ».
Les points d'amélioration suivants sont les cas les plus fréquents. Le détail des points à revoir est peut-être précisé sur la page de discussion.
- Les titres sont pré-formatés par le logiciel. Ils ne sont ni en capitales, ni en gras.
- Le texte ne doit pas être écrit en capitales (les noms de famille non plus), ni en gras, ni en italique, ni en « petit »…
- Le gras n'est utilisé que pour surligner le titre de l'article dans l'introduction, une seule fois.
- L'italique est rarement utilisé : mots en langue étrangère, titres d'œuvres, noms de bateaux, etc.
- Les citations ne sont pas en italique mais en corps de texte normal. Elles sont entourées par des guillemets français : « et ».
- Les listes à puces sont à éviter, des paragraphes rédigés étant largement préférés. Les tableaux sont à réserver à la présentation de données structurées (résultats, etc.).
- Les appels de note de bas de page (petits chiffres en exposant, introduits par l'outil «  Source ») sont à placer entre la fin de phrase et le point final[comme ça].
- Les liens internes (vers d'autres articles de Wikipédia) sont à choisir avec parcimonie. Créez des liens vers des articles approfondissant le sujet. Les termes génériques sans rapport avec le sujet sont à éviter, ainsi que les répétitions de liens vers un même terme.
- Les liens externes sont à placer uniquement dans une section « Liens externes », à la fin de l'article. Ces liens sont à choisir avec parcimonie suivant les règles définies. Si un lien sert de source à l'article, son insertion dans le texte est à faire par les notes de bas de page.
- La présentation des références doit suivre les conventions bibliographiques. Il est recommandé d'utiliser les modèles {{Ouvrage}}, {{Chapitre}}, {{Article}}, {{Lien web}} et/ou {{Bibliographie}}. Le mode d'édition visuel peut mettre en forme automatiquement les références.
- Insérer une infobox (cadre d'informations à droite) n'est pas obligatoire pour parachever la mise en page.

Pour une aide détaillée, merci de consulter Aide:Wikification.
Si vous pensez que ces points ont été résolus, vous pouvez retirer ce bandeau et améliorer la mise en forme d'un autre article.
 (décembre 2021).
Si vous disposez d'ouvrages ou d'articles de référence ou si vous connaissez des sites web de qualité traitant du thème abordé ici, merci de compléter l'article en donnant les références utiles à sa vérifiabilité et en les liant à la section « Notes et références ».
Pecado est une mini-série portugaise, diffusée par la chaîne TVI à partir du 25 septembre 2021.

## Synopsis
L'histoire de Pecado parle de "six personnages, six secrets, six mensonges, six raisons, où il y a toujours deux versions de l'histoire." Santiago (Pedro Lamares) est un prêtre avec une carrière prometteuse. Cependant, tout change lorsqu'il tombe amoureux de Maria Manuel (Daniela Melchior). Un amour interdit qui mettra en péril la carrière de Santiago, ainsi que sa vocation et sa foi en Dieu.

## Distribution

### Acteurs principaux
- Daniela Melchior : Maria Manuel
- Pedro Lamares : le prêtre Santiago
- Diogo Infante : Horácio
- Dalila Carmo : Rosa
- Lourenço Ortigão : Filipe
- Guilherme Filipe : Dom Augusto
- Fernando Luís : Espinosa
- Ana Lopes : Catarina
- Vítor D'Andrade : le clergé André
- Paulo Duarte Ribeiro : le clergé Jerónimo
- Maria D'Aires : Dona Estela

### Acteurs récurrents
- Marques d'Arede : l'évêque D. Carlos
- Marcantonio Del Carlo : Mirko
- Heitor Lourenço : Dr. Nóbrega
- Rui Melo : Alfredo
- José Neto : Dom Ricardo (Núncio)